# Державний резерв розвіданих родовищ дорогоцінних металів і дорогоцінного каміння
Державний резерв розвіданих родовищ дорогоцінних металів і дорогоцінного каміння (рос. государственный резерв разведанных месторождений драгоценных металлов и драгоценных камней, англ. State reserve of prospected deposits of precious metals and stones) — утворений для забезпечення перспективних потреб держави у дорогоцінних металах і дорогоцінному камінні, дорогоцінному камінні органогенного утворення та напівдорогоцінному камінні та регулювання обсягу їх видобутку.
Державний резерв розвіданих родовищ дорогоцінних металів і дорогоцін-ного каміння є частиною Державного фонду родовищ корисних копалин України і містить дані про розвідані родовища дорогоцінних металів, дорогоцінного каміння, дорогоцінного каміння органогенного утворення та на-півдорогоцінного каміння. До державного резерву розві-даних родовищ дорогоцінних металів і дорогоцінного каміння включаються всі попередньо оцінені родовища.
Формується Державним комітетом України по геології і використанню надр.